# ご聖体の連祷と黙想の図
『ご聖体の連祷と黙想の図』（ごせいたいのれんとうともくそうのず）は、神奈川県中郡大磯町にある聖ステパノ学園・澤田美喜記念館が保管する絵巻物・宗教画。安土桃山時代の天正20年（1592年）に製作された可能性があり、日本最古級のキリスト教絵画と目される。

## 概要
社会事業家で、地元大磯町にて児童養護施設聖ステパノ学園エリザベス・サンダースホームを運営した澤田美喜は、隠れキリシタン資料の収集家でもあり、聖ステパノ学園に日本中から集めたキリシタン資料を保管（澤田美喜記念館）、この絵巻もその一つである。
本品は細長い和紙に描かれた絵巻物で、聖母マリアとイエズス・キリストの生涯を墨絵で描く。聖母子像の図から始まり、ラテン語で聖体（パン）を讃える祈りの言葉（聖体秘跡の連祷）が日本の仮名で書かれる。連祷文の中間に挟まって、マリアの受胎告知・キリストの受難と復活・マリアの戴冠までの15場面が描かれている（十五玄義図）。キリスト教信者がマリアとイエズス・キリストの生涯を思い黙想するために描かれたと推定された。
2018年（平成30年）、横浜市歴史博物館による調査が行われ、巻物の末尾に「ご出生以来千五百九十二年はうろ（＋花押）」とあることや、仮名の書き方に安土桃山時代頃の特徴があること、放射性炭素年代測定で1556年（弘治2年）から1633年（寛永10年）までの間に作られた和紙である結果が出たため、1592年（天正20年）頃に「はうろ（パウロ）」なる洗礼名の人物が製作した、日本最古のキリスト教聖画である可能性が浮上した。

## 詳しく載っている本
- 横浜市歴史博物館『横浜市歴史博物館ニュース』No.46号 6～7ページ 2019年（平成31年）2月2日発行

## 一般公開
この貴重な発見で横浜市歴史博物館は、2018年（平成30年）11月23日から2019年（平成31年）1月14日まで開催の「神奈川の記憶展」で絵巻の一般公開を行った。

## 参考資料
- 横浜市歴史博物館（井上 攻）「速報 日本最古級のキリシタン信仰画「ご聖体の連祷と黙想の図」の展示」『横浜市歴史博物館ニュース』No.46号 2019年（平成31年）2月2日発行 6～7頁